# Paspalum delicatum
Paspalum delicatum är en gräsart som beskrevs av Jason Richard Swallen. Paspalum delicatum ingår i släktet tvillinghirser, och familjen gräs. Inga underarter finns listade i Catalogue of Life.